# Trigon (groupe)
Pour les articles homonymes, voir Trigon.
Trigon est un groupe allemand de rock, originaire de Karlsruhe. Formé en 1989, le groupe enregistre et publie exclusivement de la musique instrumentale.

## Historique
Après sa formlation en 1989, le groupe est rejoint par Schlagzeug Thomas Zimmer (Purple Haze, Paule Popstar and the burning Elephants), Kirk Erickson (Sneak Preview), et Daniel Beckmann (Reflecting Hate, Ishni, Downgrade, Out of Kilter).
Le groupe devient un hôte très apprécié à beaucoup de festivals, par exemple en Allemagne, au célèbre Art-Rock-Festival, à la ProgParade, plusieurs fois au Burg-Herzberg-Festival et à la Zappanale. À l'international, il était représenté entre autres lors du Baja Prog Festival à Mexicali (Baja California, Mexico), et lors du festival Crescendo à Saint-Palais-sur-Mer.
En 2000, le groupe publie son deuxième album studio, Beschränkte Haftung. En 2002, ils jouent au Burg Herzberg Festival. En 2005, il accompagne le groupe Nektar à sa tournée européenne. En 2009, le groupe célèbre sa 20e année d'existence le 17 octobre au Happy Heavy-Zen-Jazz.

## Discographie

### Albums studio
- 1990 : Nova
- 2000 : Beschränkte Haftung
- 2004 : Continuum
- 2005 : Emergent[3]
- 2011 : 2011

### Albums live
- 2002 : Burg Herzberg Festival 2002
- 2004 : Herzberg 2004

### Bandes originales
- 2004 : Sonderfahrt
- 2005 : Hunting Dragonflies

### Samplers et remixes
- 2004 : 23rd Peter - Trigonometrie : 23rd Peter zerhackt Trigon
- 2004 : Portals. Movements. Structures III
- 2005 : eclipsed - Music From Time And Space Vol. 14
- 2007 : CRESCENDO Festival De Rock Progressive Live 2005 Et 2006 (DVD)
- 2007 : Zappanale18 Retrospective
- 2011 : eclipsed - The Art of Sysyphus Vol. 62
- 2012 : ProgSphere’s Progstravaganza Compilation of Awesomeness – Part 9
- 2013 : ROCK - Das Gesamtwerk der größten Rock-Acts
- 2013 : Progstravaganza I-IX

## DVD
- 2007 : Live 2007